# احتجاجات 2019–2020
احتجاجات 2019 والمعروفة أيضًا باسم موجة الاحتجاجات العالمية لعام 2019 هو مصطلح يستخدم لوصف العدد الكبير والغير العادي من الاحتجاجات البارزة التي حدثت خلال عام 2019 واستمرت حتى عام 2020؛ وشملت الاحتجاجات المصنفة «الموجة» في العالم العربي وهونغ كونغ وفرنسا وكاتالونيا وأمريكا اللاتينية. وصفتها وسائل الإعلام الرئيسية بأنها لها العديد من الأسباب المشتركة، كما أنها تؤثر على بعضها البعض ولديها العديد من الاختلافات في أسباب انفجارها.
وفقًا لجاكسون ديل من صحيفة واشنطن بوست، فإن هذه الاحتجاجات جعلت من عام 2019 "عام تظاهرات الشوارع" فيما تم تعريفا من قبل صحفيين وأكاديميين آخرين بمصطلحات مماثلة. وصفت جولي نورمان من كلية لندن الجامعية عام 2019 بأنها سنة شهيرة تاريخياً بسبب "درجة التعبئة"، فيما وصف مايكل سافي من صحيفة الغارديان الاحتجاجات في أواخر أكتوبر 2019 بأنها "احتجاجات محتدمة الآن وفي الأشهر الماضية في شوارع المدن" في جميع أنحاء العالم لها دوافع مختلفة وأسباب متشابهه"،
عرفت لو موند احتجاجات 2019 بأنها«موجة من الاحتجاجات الشعبية التي تهز العالم» فيما عرفتها إليز لامبرت عن قناة فرانس تيليفيزيون على أنها «موجة من الانتفاضات التي غمرت الكوكب على مدار الأشهر القليلة الماضية». زعم المؤرخ ماتيلد لاريير أن «جميع الاحتجاجات تشير إلى بعضها البعض» وأن احتجاجات أكتوبر 2019، خلقت «مناخا متمردا». مضيفا أن لها سوابق تاريخية بما في ذلك الموجات الثورية لأعوام 1820 و1848 و1989، واحتجاجات 1968، وموجة الربيع العربي 2011. جادل لاريير بأن الاختلافات في دوافع الاحتجاجات المختلفة كانت مضللة لفهم طبيعتها، فشجعت التمرد ضد برامج التقشف الاقتصادي والدعوة إلى مزيد من الديمقراطية باعتبارها الأسباب الأساسية.
عدد كبير من هذه المظاهرات يتم تنظيم من قبل المتظاهرين من جميع الأطياف السياسية، ففي فرنسا كانت حركة السترات الصفراء في الأصل حركة أججها اليمين المتطرف احتجاجا على أزمة الهجرة وزيادة الضرائب الداخلية على الوقود، بينما كان وراء الاحتجاجات في الهند المتظاهرين الأساميين الذين كانوا يقاتلون سياسات الهجرة الليبرالية. بينما تأججت الاحتجاجات في كاتالونيا بشكل أساسي من قبل الطبقة الوسطى والعليا، مما أدى إلى ظهور أحزاب يمينية متطرفة في كاتالونيا وباقي إسبانيا ركزت على الاستقرار الاقتصادي، مع محاولة قادة اليمين المتطرف استمالة أصوات الكاتالونيين من الطبقة الفقيرة من خلال الحديث عن العواقب الاقتصادية للاستقلال.

## التسلسل الزمني
تشير تواريخ بداية هذا الجدول الزمني إلى بداية كل موجة من الاحتجاجات الكبرى في الشوارع. لا يشمل النتيجة سوى القادة السياسيين الفعالين في البلد (أو المنطقة): في بعض الحالات، يكون رئيس الدولة هو السلطة التنفيذية الرئيسية، وفي الحالات الأخرى فإن رئيس الحكومة هو الذي يتمتع بهذه السلطة.

### 2018
| البداية   | الدولة  | الاحتجاج                     | النتائج                    | الإنتهاء |
| --------- | ------- | ---------------------------- | -------------------------- | -------- |
| 17 نوفمبر | فرنسا   | حركة السترات الصفراء         |                            | مستمرة   |
| 19 ديسمبر | السودان | الاحتجاجات السودانية 2018-19 | عمر البشير (11 أبريل 2019) | مستمرة   |

### 2019
| تاريخ البداية                          | الدولة           | الاحتجاج                                   | النتائج                                                 | تاريخ الإنتهاء |
| -------------------------------------- | ---------------- | ------------------------------------------ | ------------------------------------------------------- | -------------- |
| الخط الزمني لاحتجاجات أمريكا اللاتينية | أمريكا اللاتينية | احتجاجات أمريكا اللاتينية                  | عزل إيفو مورالس                                         | مستمرة         |
| الخط الزمني لاحتجاجات البريكست         | المملكة المتحدة  | انسحاب المملكة المتحدة من الاتحاد الأوروبي | ديفيد كاميرون، تيريزا ماي                               | مستمرة         |
| فبراير                                 | كازاخستان        | الاحتجاجات الكازاخستانية 2019-20           |                                                         | مستمرة         |
| 16 فبراير                              | الجزائر          | احتجاجات الجزائر 2019                      | استقالة عبد العزيز بوتفليقة (2 أبريل)                   | مستمرة         |
| 15 مارس                                | هونغ كونغ        | احتجاجات هونغ كونغ 2019-20                 | إقالة السياسي رئيس مكتب الاتصال بهونغ كونغ وانغ تشى مين | مستمرة         |
| يوليو                                  | روسيا            | احتجاجات موسكو 2019                        |                                                         | أغسطس 2019     |
| يوليو - أغسطس                          | بورتوريكو        | فضيحة تيليجرام                             | استقالة ريكاردو روسيلو (2 أغسطس)                        | أغسطس 2019     |
| 20 سبتمبر                              | مصر              | الاحتجاجات المصرية 2019                    |                                                         | 27 سبتمبر 2019 |
| 1 أكتوبر                               | العراق           | الاحتجاجات العراقية 2019-20                | عادل عبد المهدي (1 ديسمبر)                              | مستمرة         |
| 21 أكتوبر                              | بوليفيا          | الاحتجاجات البوليفية 2019                  | عزل إيفو مورالس (10 نوفمبر)                             | مستمرة         |
| 14 أكتوبر                              | إسبانيا          | احتجاجات استقلال كاتالونيا                 |                                                         | مستمرة         |
| 14 أكتوبر                              | تشيلي            | الاحتجاجات التشيلية 2019-20                |                                                         | مستمرة         |
| 17 أكتوبر                              | لبنان            | الاحتجاجات اللبنانية 2019-20               | استقالة سعد الحريري (29 أكتوبر)                         | مستمرة         |
| 14 نوفمبر                              | إيطاليا          | حركة السردين                               |                                                         | مستمرة         |
| 15 نوفمبر                              | إيران            | الاحتجاجات الإيرانية 2019-20               |                                                         | مستمرة         |
| 20 نوفمبر                              | مالطا            | احتجاجات اغتيال كاروانا غاليسيا            | جوزيف موسكات (13 يناير 2020)                            | مستمرة         |
| 4 ديسمبر                               | الهند            | تعديل قانون المواطنة                       |                                                         | مستمرة         |